# الجامعة الوطنية (السودان)
الجامعة الوطنية هي جامعة سودانية خاصة تأسست عام 2005 باسم "الكلية الوطنية للدراسات الطبية والتقنية"، تم ترفيعها عام 2014 إلى جامعة بقرار من وزارة التعليم العالي والبحث العلمي.

## كليات الجامعة
تضم الجامعة إحدى عشرة كلية وهي:-
- كلية الطب.
- كلية الصيدلة.
- كلية العلاج الطبيعي.
- كلية الحاسوب والمعلوماتية الصحية.
- كلية التصوير الإشعاعي.
- كلية طب الأسنان.
- كلية التمريض والتوليد.
- كلية علوم المختبرات الطبية.
- كلية العلوم الإدارية.
- كلية الدراسات الدبلوماسية والعلاقات الدولية.
- كلية الهندسة.

## وصلات خارجية
- الموقع الرسمي للجامعة (بالإنجليزية)